# Cantó de Sench Astier
El cantó de Sench Astier és un cantó francès del departament de la Dordonya, situat al districte de Perigús. Té 12 municipis i el cap és Sench Astier.

## Municipis
- Anessa e Beuluòc
- La Chapela de Gonaguet
- Corsac
- Granhòu
- Jaure
- Lagulhac de l'Aucha
- Manzac de Vern
- Mencinhac
- Montrenc
- Rasac d'Eila
- Sench Astier
- Sent Lèon d'Eila

## Història
| Data d'elecció                           | Identitat         | Partit                    | Qualitat |
| ---------------------------------------- | ----------------- | ------------------------- | -------- |
| 1976-1994                                | Francis Chanraud  | PS                        |          |
| 1994-                                    | Jacques Monmarson | Divers gauche, després PS |          |
| les dades anteriors no són pas conegudes |                   |                           |          |
|                                          |                   |                           |          |

## Demografia
| 1962   | 1968   | 1975   | 1982   | 1990   | 1999   | 2006   |
| ------ | ------ | ------ | ------ | ------ | ------ | ------ |
| 10.859 | 11.149 | 12.237 | 14.014 | 15.867 | 16.712 | 18.526 |